# Tõrva
Tõrva è una città (in estone linn) dell'Estonia meridionale, nella contea di Valgamaa.